# مفطورة كندية
مفطورة كندية (الاسم العلمي: Mycoplasma canadense) هي نوع من البكتيريا تتبع جنس المفطورة من فصيلة المفطورات.